# Viorel Talapan
Viorel Talapan (Mihai Viteazu, 25 febbraio 1972) è un ex canottiere rumeno.

## Palmarès

### Olimpiadi
- 2 medaglie:
  - 1 oro (Barcellona 1992 nel quattro con)
  - 1 argento (Barcellona 1992 nell'otto)

### Mondiali
- 7 medaglie:
  - 3 ori (Račice 1993 nel quattro con; Indianapolis 1994 nel quattro con; Motherwell 1996 nel quattro con)
  - 2 argenti (Račice 1993 nell'otto; Aiguebelette 1997 nell'otto)
  - 2 bronzi (Indianapolis 1994 nell'otto; Colonia 1998 nell'otto)